# Giochi proibiti
Giochi proibiti (Jeux interdits) è un film del 1952 diretto da René Clément, vincitore del Leone d'oro al miglior film alla 13ª Mostra del cinema di Venezia, tratto dal romanzo Les jeux inconnus di François Boyer.
In un primo momento René Clément avrebbe voluto realizzare ispirandosi al romanzo un cortometraggio dal titolo Croix en bois, croix en fer che avrebbe dovuto far parte di un film ad episodi sul tema "I bambini e la guerra". Dopo aver scoperto l'interesse che suscitava la parte del film già girata e per consiglio di Jacques Tati, decise di completare il film per realizzare un lungometraggio 

## Trama
Durante la seconda guerra mondiale l'aviazione tedesca mitraglia le masse di profughi che si allontanano da Parigi che sta per essere occupata dai tedeschi. La bambina di cinque anni Paulette perde i genitori e il suo cagnolino durante un attacco aereo. La piccola vaga sperduta sino a quando incontra Michel Dollé, un piccolo contadino di undici anni, che la porta nella casa dei suoi genitori. Paulette si affeziona a Michel come a un fratello maggiore e i due, che hanno avuto la triste esperienza di vedere molte sepolture, per gioco iniziano a costruire un piccolo cimitero per gli animali presso il mulino dove hanno sepolto il cagnolino di Paulette. Per dare un aspetto più simile a un cimitero reale rubano le croci dalle tombe del camposanto locale scatenando le ire degli adulti. Michel è punito e Paulette è affidata alla custodia di una volontaria della Croce Rossa dalla quale scappa subito perdendosi tra la folla per cercare Michel.

## Colonna sonora
Giochi proibiti è anche il titolo della canzone che Narciso Yepes utilizzò come colonna sonora del film omonimo attribuendosi la paternità del brano.
In realtà la precisa attribuzione del pezzo è controversa. Alcuni lo hanno attribuito al chitarrista Fernando Sor, altri a Narciso Yepes, il quale sostiene di averlo scritto all'età di 7 anni; altri, infine, pensano che la melodia sia di origine popolare  
Molti altri compositori hanno voluto attribuirsi i diritti d'autore cambiando ogni volta il titolo: Romanza, Giochi Proibiti, Spanish Romance, Romance D'amour, Melodie de Sor, Romance d'Amor, Jeux Interdits Romance, Romantico e altri, ma è sufficiente ricordare che, undici anni prima del film di René Clément, la melodia ebbe una parte predominante nella colonna sonora del film Sangue e arena, del 1941, diretto da Rouben Mamoulian, con Tyrone Power, Rita Hayworth e Linda Darnell.

## Riconoscimenti
Il film ha vinto Leone d'oro al miglior film alla 13ª Mostra del cinema di Venezia, il BAFTA al miglior film e l'Oscar al miglior film straniero.
Nel 1952 il National Board of Review of Motion Pictures l'ha inserito nella lista dei migliori film stranieri dell'anno.

## Critica
«Uno dei pochi film sull'infanzia che io conosca che non sia una manifestazione d'infantilismo da parte dei suoi autori» secondo il giudizio di Pierre Kast, che apprezza la sensibilità del regista nella descrizione del mondo dei bambini ma soprattutto ritiene il film «valido per la luce brutale che getta sul mondo degli adulti.» 